# Rise of Nations
Rise of Nations (talvolta abbreviato in RoN) è un videogioco strategico in tempo reale sviluppato da Big Huge Games e pubblicato nel 2003 da Microsoft. Nella tradizione degli RTS storici a epoche (Age of Empires, Age of Mythology, Empire Earth), Rise of Nations rappresenta un tentativo di rinnovare il genere introducendovi una lista significativa di elementi inediti. Alcuni di questi elementi (per esempio l'introduzione dei confini o le innovazioni del sistema economico e tecnologico) sono chiaramente ispirati ai giochi strategici a turni (non a caso il progettista capo di Rise of Nations è Brian Reynolds, realizzatore anche di famosi giochi strategici a turni come Civilization II e Sid Meier's Alpha Centauri). Altri elementi di innovazione riguardano gli aspetti in "tempo reale" del gameplay, in direzione di una maggiore enfasi sulla strategia ad alto livello ("geopolitico") e una semplificazione degli aspetti tattici e microgestionali.
Molte delle caratteristiche innovative di Rise of Nations hanno influenzato RTS successivi. Empire Earth II, per esempio, presenta numerosissime analogie con questo gioco.

## Descrizione generale
Rise of Nations è un RTS storico a epoche. L'arco di tempo coperto va dalla preistoria al futuro. Il giocatore può guidare le sorti di una di 18 diverse civiltà, dall'età antica all'era dell'informazione, ognuna con caratteristiche e unità speciali. La grafica utilizza un motore 2D per la visualizzazione del terreno e degli edifici, e invece un motore 3d per le unità.
A differenza di altri RTS, in Rise of Nations esiste una rappresentazione esplicita dei confini (vedi sotto) che delimitano il territorio conquistato e controllato da ogni giocatore, e precisi vincoli sulla disposizione degli edifici entro i confini, per cui la mappa tende ad apparire, abbastanza realisticamente (fatta eccezione per questioni di scala), suddivisa in nazioni entro cui si formano agglomerati urbani di diverse dimensioni. L'evoluzione di una civiltà dal punto di vista militare, civile, economico e così via è regolato da un sofisticato sistema di tecnologie che contribuisce a spostare l'enfasi dalla microgestione e dalla tattica (livelli sicuramente importanti nella serie Age of Empires) alla macrogestione e alla strategia in senso più ampio.

## Le epoche
1. Età Antica
2. Età Classica
3. Età Medievale
4. Età della Polvere da Sparo
5. Età dell'Illuminismo
6. Età Industriale
7. Età Moderna
8. Età dell'Informazione

## Le civiltà
Sono ben diciotto le civiltà con cui si può giocare a Rise of Nations:
| Civiltà    | Potere       | Caratteristiche |
| ---------- | ------------ | --- |
| Aztechi    | Sacrificio   | - Ogni Caserma costruita frutta una nuova unità di Fanteria Leggera dall'inizio, due se in Età Classica e con una ricerca militare, e tre se in Età della Polvere da Sparo e 3 ricerche militari - Ogni nemico ucciso frutta un bonus di 15 risorse per epoca, fino a 60 punti - Doppio bonus per ogni edificio saccheggiato - Ogni partita con gli Aztechi inizia con una ricerca militare già sbloccata |
| Bantu      | Migrazione   | - Le città costano il 75% in meno - Puoi costruire una città in più rispetto al limite normale, e la città bonus inizia con la prima tecnologia civica - Doppio limite di popolazione per tecnologia militare, fino al 25% sopra il limite massimo del gioco - Le unità da caserma e i cittadini sono il 25% più veloci - Gli aggiornamenti delle unità non richiedono ricerche militari, tranne la Cavalleria, richiedente la seconda tecnologia militare                                                                   |
| Britannici | Impero       | - Capacità commerciale 25% più alta - Doppi introiti dalla tassazione - Forti e Torri hanno 2 punti raggio aggiuntivi - Ogni nuovo porto frutta una nuova barca da pesca - Le navi si creano il 33% più velocemente - Gli arcieri ricevono aggiornamenti gratuiti. Ne ricevi uno dall'inizio, due se in Età Classica, e tre se in Età della Polvere da Sparo - Unità ed edifici AA costano il 25% in meno e si reclutano il 33% più in fretta                                                                                |
| Cinesi     | Cultura      | - Studenti, cittadini, mercanti e carovane si creano all'istante - Le tecnologie nella Libreria costano il 20% in meno - Le tecnologie di erboristeria nel Granaio sono gratuite - Cominci con una Grande Città, e le nuove città iniziano come Grandi Città |
| Coreani    | Tradizione   | - Cominci con un Tempio, e le ricerche religiose nel Tempio sono gratuite - Cominci con un cittadino extra, ne ricevi 3 per la seconda città, e 5 per ogni futura città - Le riparazioni sono il 50% più rapide e senza penalità - Le tecnologie di milizia sono gratuite - Le torri costano il 33% in meno |
| Egizi      | Nilo         | - Limite Commerciale Cibo +10% - Le città possono ospitare fino a 7 fattorie anziché 5, e le fattorie generano 2 ricchezza - Cominci con un granaio, e le tecnologie del granaio sono gratuite - Le meraviglie costano il 25% in meno, si costruiscono un'epoca prima, e ogni città può ospitarne due |
| Francesi   | Comando      | - Ricevi un vagone di scorte gratuito per ogni industria d'assedio costruita - Ricevi un nuovo generale per ogni nuovo forte costruito - Le unità d'assedio sono il 50% più rapide e costano il 25% in meno - Cominci con una falegnameria, e i suoi aggiornamenti sono gratuiti - +2 cittadini per taglialegna - Limite Commerciale Legname +10% |
| Giapponesi | Onore        | - Le fattorie costano il 50% in meno, e assieme ai pescatori producono il 25% in più - Costruisci le portaerei 33% più velocemente, e le navi sono più economiche del 10% - Le unità da caserme infliggono il 5% di danni in più contro gli edifici, ad ogni epoca più ogni ricerca militare - Le unità da caserme si reclutano il 10% più in fretta e costano il 7% in meno per ogni epoca più ogni ricerca militare |
| Greci      | Filosofia    | - Cominci con un'Università - Puoi costruire le università anche in epoca antica - Le librerie e le università si costruiscono il 50% più in fretta - Doppia velocità di ricerca - Le ricerche della libreria costano il 10% in meno |
| Inca       | Oro          | - Limite Commerciale Ricchezza +10% - Le miniere producono sia Metallo che Ricchezza - Ogni unità perduta per mano del nemico frutta il 25% di rimborso in risorse |
| Maya       | Architettura | - Gli edifici sono il 20% più resistenti, e si costruiscono tutti il 20% più in fretta tranne le Meraviglie - Gli edifici che non sono Meraviglie costano tutti il 20% di legname in meno - Strutture come Torri e Forti tirano senza guarnigione, e con frecce o proiettili aggiuntivi |
| Mongoli    | Orda         | - Le unità a cavallo costano il 10% in meno e si creano il 20% più in fretta - Ricevi +1 cibo ogni due nazioni in gioco per ogni 1% del mondo controllato - -50% danni di logoramento per il tuo esercito - Le fonderie hanno tecnologie gratuite - Ricevi un'unità di cavalleria da tiro per ogni nuova Scuderia o Autopianta costruita, uno per ogni livello di ricerca militare, fino a 3 |
| Nubiani    | Commercio    | - I mercanti raccolgono il 50% di bonus aggiuntivi dalle risorse rare - Puoi vedere dove si trovano tutte le risorse rare nel tuo territorio - Cominci il gioco con un Mercato e puoi commerciare risorse fin dall'inizio con un prezzo bonus +20/-20 - Mercanti, carovane e mercati costano il 50% in meno e sono il 50% più resistenti - +1 limite massimo al numero di carovane |
| Romani     | Cesare       | - I forti costano il 25% in meno e si costruiscono il 50% più in fretta - Le tecnologie dei forti sono gratuiti - I forti estendono di 3 punti i limiti nazionali - La fanteria pesante si crea il 10% più in fretta e costa il 10% in meno - Cominci con una tecnologia militare già ricercata - +15% Ricchezza dalle città - Ogni Caserma costruita frutta una nuova unità di Fanteria Pesante dall'inizio, due se in Età Classica e con 3 ricerche militari, e tre se in Età della Polvere da Sparo e 5 ricerche militari |
| Russi      | Patria       | - I nemici subiscono il doppio danno da logoramento - Miglioramenti gratuiti per le ricerche sul logoramento - +1 bonus confini nazionali per ricerca civica - Cominci con una tecnologia civica già ricercata - +20% raccolta del Petrolio - La cavalleria infligge il 25% di danni in più a unità d'artiglieria e di scorte - Gli edifici saccheggiati non fruttano il bonus saccheggio vanno al possessore, non al distruttore - Le spie costano la metà                                                                  |
| Spagnoli   | Scoperta     | - La mappa è già esplorata - Cominci con un esploratore aggiuntivo, due nelle partite di mappa svelate - Gli esploratori hanno abilità più rapide, e aggiornamenti gratuiti - Ricevi una nave da guerra pesante gratuita per ogni nuovo porto costruito fino all'età industriale - Ottieni 30+(26xlivello scienza) risorse invece di 20 dalle rovine |
| Tedeschi   | Industria    | - Granai, falegnamerie e fonderie sono disponibili fin da subito con le loro ricerche, che costano la metà - +50% bonus completamento struttura - +5 cibo, legname e metallo dalle città - -25% costi e +33% reclutamento per sottomarini e brulotti - +33% reclutamento per unità aeree - Ricevi due nuovi fighters ad ogni nuovo aeroporto costruito |
| Turchi     | Assedio      | - +3 raggio e visione per artiglieria e nave d'assedio - Ricevi 2 unità d'assedio per ogni nuova Industria d'assedio costruita - Le città si assimilano 4 volte più in fretta - I cittadini costano il 33% in meno - Le ricerche militari costano il 33% in meno e le unità d'assedio hanno aggiornamenti gratuiti |

## Principali innovazioni
Le novità fondamentali di Rise of Nations rispetto ai precedenti RTS di ambientazione storica sono quattro: l'introduzione dei confini, il sistema economico/tecnologico, il costo variabile di unità ed edifici, e la modalità di gioco conquista del mondo.

### I confini
In Rise of Nations, alcuni edifici (per esempio i centri cittadini) hanno un'area di influenza che determina i confini del territorio controllato dal giocatore. Ci sono una serie di altri fattori che incidono sui confini, tra cui alcune tecnologie che, a parità di edifici costruiti, "spingono" il confine verso l'esterno (e ovviamente possono essere controbilanciate da uguali ricerche da parte dell'avversario). È possibile costruire nuovi edifici solo all'interno dei propri confini. Inoltre, le unità militari che oltrepassano il confine penetrando nel territorio avversario subiscono un logoramento, ovvero sono soggette a un danno continuo, che può essere mitigato o annullato soltanto creando dei veicoli di rifornimenti e mettendoli al seguito delle truppe.
I confini rendono sostanzialmente più stabili i possedimenti territoriali dei giocatori, ed è proprio la loro introduzione che giustifica il titolo del gioco. Rise of Nations è effettivamente un gioco di nazioni, ciascuna delle quali ha un certo numero di città (che diventano via via più potenti man mano che si costruiscono nuovi edifici nella loro area), con una distribuzione complessiva degli edifici sulla mappa che tende a essere molto più realistica di quella della maggior parte degli altri RTS.
Alla nozione di confini (e quindi di territorio controllato da ciascun giocatore) è anche legata una delle condizioni di vittoria innovative di RoN: si può infatti vincere ottenendo (e mantenendo per un tempo minimo fissato) il controllo di una determinata percentuale della mappa.

### L'albero delle tecnologie
Rise of Nations presenta una gestione dell'albero delle tecnologie fortemente innovativa. La maggior parte delle tecnologie si ricercano in un unico edificio, la biblioteca, e hanno un costo in "conoscenza", che si può considerare a tutti gli effetti come una normale risorsa, raccolta in appositi edifici, le università. L'acquisizione di tecnologia ha una importanza fondamentale perché praticamente tutte le linee di sviluppo di una nazione sono vincolate da limiti superiori che dipendono dallo sviluppo tecnologico. Dipendono dall'acquisizione di tecnologie, per esempio, il limite di popolazione, il numero massimo di città che si possono creare, la quantità massima di risorse di ogni tipo che si possono raccogliere per unità di tempo, il numero massimo di linee commerciali che si possono stabilire fra le città, e così via.
Quando un giocatore arriva ad aver acquisito tutte le tecnologie possibili una volta selezionata come epoca ultima quella dell'Informazione, diventano accessibili alcune "super-tecnologie", di costo elevatissimo, che conferiscono poteri eccezionali e quasi sempre decisivi.

### Costo variabile di unità ed edifici
A differenza di quanto avviene nella maggior parte degli altri RTS, in Rise of Nations la creazione di unità e la costruzione di edifici non hanno un costo fisso, ma variano in funzione del numero di unità/edifici dello stesso tipo prodotti in precedenza: producendo unità il loro costo aumenta, ma si abbassa col trascorrere del tempo.

### Conquista del mondo
La modalità di gioco "conquista del mondo" consente di accompagnare una civiltà in una serie di partite, ciascuna delle quali rappresenta una guerra o una battaglia nel contesto di una lotta a più ampio respiro per il controllo del mondo. Questa modalità utilizza una mappa sullo stile Risiko!; ogni singolo scontro ai confini è combattuto con una "partita" completa al "gioco base". In un certo senso, questa modalità può essere vista come un meccanismo che estende alla dimensione della "campagna" la libertà di gioco tipicamente (negli RTS) associata alle partite di tipo "schermaglia".
Nel gioco base, esiste solo una campagna dove si deve conquistare il mondo, partendo dalla propria capitale (che a seconda delle impostazioni di gioco può anche essere casuale). Durante il proprio turno, è possibile forgiare alleanze, firmare trattati di pace e dichiarare guerre ad altre nazioni. È possibile anche spendere tributi (ottenibili alla fine di ogni turno) per acquistare Carte Bonus o aggiornare i territori in proprio possesso, rendendoli più forti, meglio difendibili e più prosperi. Conquistando nuovi territori si ottengono nuove risorse rare e nuove Carte Meraviglia; le prime contribuiscono sempre agli introiti, e hanno effetto a ogni battaglia di Conquista, ma le Meraviglie si attivano solo quando, durante la schermaglia, si ricerca il quarto livello tecnologico civico nella libreria.
Ogni giocatore inizia anche con un esercito. Non è possibile acquistare altri eserciti, ma la conquista di alcuni territori aggiunge un nuovo esercito al controllo del giocatore. Ogni volta che un esercito attacca un territorio nemico, si attiva una schermaglia: un attacco contro un territorio barbaro rappresenta sempre uno Scenario, mentre un attacco contro una capitale, un territorio di forza almeno 5 o un qualsiasi territorio in presenza di alleati attiva sempre una battaglia di Conquista. Negli altri casi, la battaglia sarà sempre tra Scenario e Conquista. Nel caso si riesca a conquistare la capitale di una nazione avversaria, si otterrano tutti i suoi territori, decretandone di fatto la sconfitta.

#### Thrones and Patriots
Nell'espansione Thrones and Patriots sono aggiunte quattro campagne di conquista del mondo:
- Alessandro Magno: in questa campagna si rivivono le gesta del condottiero macedone verso il dominio di Europa e Asia. Il giocatore potrà giocare solo con i Macedoni (sotto forma della civiltà greca), e dovrà affrontare gli altri greci, Roma, l'Egitto, la Persia e l'India. Ogni battaglia nella campagna contiene l'unità unica, un generale di nome Alessandro, e il giocatore potrà anche reclutare la Cavalleria dei Compagni; nel corso della campagna, saranno disponibili altri generali. I territori invasi dal giocatore sono divisi in due tipi: gli scenari storici, come l'unificazione della Grecia, la battaglia di Isso o la conquista dell'India, sono segnati da due spade incrociate vicino al nome della "campagna" seguito da un numero; l'altro tipo sono gli scenari non storici, che includono la guerra contro i Sanniti, la spedizione in Arabia (dove i Sabei usano il Potere del Commercio della Nubia) e la guerra contro Cartagine.
- Napoleone: qui si seguono le orme di Napoleone alla conquista dell'Europa dell'Età dell'Illuminismo. Sono giocabili solo i Francesi, che dovranno destreggiarsi tra Austriaci, Inglesi, Russi, Spagnoli, Ottomani, Tedeschi, Cavalieri di Malta, Olandesi e altre nazioni. Bonaparte è inizialmente obbligato a seguire gli ordini del Direttorato a Parigi, e può scegliere una varietà di missioni, alcune delle quali aderenti alla storia, tra cui la lotta contro la rivolta dei realisti, le campagne in Italia contro gli Austriaci, l'espulsione degli Inglesi dalla Bretagna e la battaglia delle Piramidi. Una volta ottenute abbastanza vittorie, Napoleone tornerà a Parigi dove verrà incoronato imperatore; il giocatore otterrà anche l'accesso alla Guardia Imperiale, versione aggiornata del Moschettiere, e potrà continuare la campagna ottenendo vassalli come la Baviera o la Svizzera e proseguendo attraverso scenari come la battaglia di Lipsia, la marcia su Mosca e persino l'invasione della Gran Bretagna (scenario mai avvenuto). Se il giocatore perde una battaglia dopo che Napoleone è stato incoronato imperatore, le nazioni alleate lo esilieranno a Elba, e il giocatore potrà ritornare in Francia e tentare di riprendersi il potere combattendo la battaglia di Waterloo: se il giocatore vince, il gioco prosegue normalmente, altrimenti Napoleone sarà esiliato permanentemente a Sant'Elena, decretando la fine della campagna. Sono disponibili anche le Colonie, diverse dai territori normali in quanto concedono al giocatore un bonus di introiti, risorse rare e persino Meraviglie.
- La Conquista dell'America: in questa campagna è possibile capeggiare varie popolazioni coinvolte nella colonizzazione dell'America. Sono giocabili cinque nazioni europee (Inglesi, Francesi, Olandesi, Portoghesi e Spagnoli), cinque nazioni native americane (Aztechi, Inca, Irochesi, Lakota e Maya) e gli Stati Uniti, ognuna con diversi obiettivi. Gli Europei devono distruggere tutte le civiltà native, ottenere 1000 punti tributo e possedere più territori di qualsiasi altra nazione europea; i nativi devono cacciare via tutti gli europei e possedere più territori di ogni nazione nativa; gli americani devono infine rendersi indipendenti dagli inglesi, respingere tutti gli europei cancellandoli dalla mappa e controllare tutto il Nord America. Americani, Irochesi e Lakota adottano sempre la Repubblica e la Democrazia, mentre gli Aztechi, gli Inca, i Maya e gli europei usano sempre il Despotismo e la Monarchia. I Portoghesi (già presenti nella campagna di Napoleone) usano il Potere del Commercio dei Nubiani, mentre i Pirati, presenti in una specifica provincia, usano una fanteria che rasenta una versione modificata dei lanzichenecchi tedeschi, ma quando catturano una città si limitano a distruggere alcuni edifici e a fuggire via con il loro bottino.
- La Guerra Fredda: qui sono giocabili solo gli Stati Uniti e l'Unione Sovietica, ed è possibile giocare vari scenari storici come le ini Corea e guerra in Vietnam, o ipotetici come l'Operazione Potomac, un'invasione sovietica agli Stati Uniti. Gli Americani usano automaticamente i governi di Repubblica, Democrazia e Capitalismo e iniziano con la Statua della Liberta; a par condicio, i Russi adottano subito il Despotismo, la Monarchia e il Socialismo, e iniziano con il Cremlino. Ogni esercito controllato dal giocatore può facilmente spostarsi in qualsiasi territorio occupato da esso o anche dai suoi alleati, a prescindere dalla distanza. Inoltre, il giocatore può usare i tributi per costruire armi nucleari, che possono essere usate contro un territorio nemico che non sia la capitale: i territori colpiti perdono forza/controllo, e una volta che arriva a zero diventa una terra bruciata che richiede un turno di azione militare per tornare utilizzabile. La campagna introduce anche gli "stati clienti", che si ottengono tramite "azioni politiche" condotte dal giocatore (è possibile ad esempio ripulire la foresta pluviale in Colombia dai trafficanti di droga in cambio della lealtà del governo della nazione); queste fazioni minori concedono al giocatore tributi e persino le risorse rare in loro possesso, ma nel caso vengano trascurate potrebbero unirsi allo schieramento avversario. Sono introdotte anche le "missioni di spionaggio", delle piccole missioni che agiscono come battaglie normali e che possono essere giocate nello stesso turno di una battaglia normale; da esse si ottengono in genere benefici come tributi extra, carte bonus o la distruzione parziale dell'arsenale atomico dell'avversario. Dichiarare guerra alla superpotenza avversaria costa una notevole quantità di tributo, e inoltre incrementa la probabilità di una guerra nucleare.

Nelle singole partite non si può avanzare di età, cosa fattibile solo dopo un vario numero di turni, e solo nella Guerra Fredda, nella conquista del Nuovo Mondo e nella campagna del mondo intero. Inoltre, i giocatori possono anche creare le proprie Campagne di Conquista del Mondo.

### Macrogestione
Com'è naturale attendersi da un RTS chiaramente ispirato agli strategici a turni, in RoN l'enfasi è posta chiaramente sulla macro-gestione, sia nella sfera economica che su quella militare. Fra le innovazioni più significative in questo senso si possono citare:
1. le unità civili in attesa sono in grado di cercarsi autonomamente un compito da svolgere, se c'è un posto vuoto, senza che il giocatore debba necessariamente assegnare un compito esplicito a ciascuna di esse;
2. le code di produzione per le unità possono essere attivate in modalità infinita; in questo caso, la creazione di una nuova unità comincia automaticamente non appena sono disponibili le risorse necessarie (e finché il limite di popolazione non è ancora superato);
3. sebbene le unità militari siano in linea di principio controllabili grosso modo con la stessa granularità di altri RTS (anche se qui, nel caso della fanteria, la singola unità sia spesso un piccolo battaglione, come per esempio anche ne Il Signore degli Anelli: La battaglia per la Terra di Mezzo), il caos della battaglia è qui particolarmente fitto e le unità militari sono mosse da una discreta intelligenza artificiale, per cui è sostanzialmente inutile, per il giocatore, cercare di mantenere il controllo sul piano tattico.

### Conseguenze strategiche
Il costo variabile di unità ed edifici rende praticamente impossibile perseguire l'obiettivo di identificare un ordine di costruzione perfetto da applicare meccanicamente in tutte le partite; di conseguenza, il ragionamento strategico diventa predominante rispetto alla "velocità di click". È quindi molto meno probabile che una partita a RoN possa trasformarsi in una cosiddetta click-fest.
I confini rendono molto più graduale l'espansione nel mondo; insieme al logoramento, impediscono l'applicazione di tecniche di aggressione poco realistiche e tuttavia abbastanza comuni in giochi come Age of Kings, per esempio l'edificazione aggressiva nelle sue varie forme (come la costruzione di torri e caserme nel territorio di un nemico per ostacolarne l'economia). Viceversa, diventa più importante la scelta del luogo dove costruire nuove città.

### Influenze
Molte delle idee nuove introdotte da Rise of Nations sono state in seguito applicate da altri giochi. L'esempio probabilmente più evidente è Empire Earth II, che presenta un concetto analogo (non identico) di confine, di albero delle tecnologie, e anche molti elementi di macrogestione chiaramente mutuati da Rise of Nations.

## Accoglienza
| Testata                          | Giudizio |
| -------------------------------- | -------- |
| Metacritic (media al 30-11-2021) | 89/100   |
| CGW                              | [ 2 ]    |
| Edge                             | 7/10     |
| Eurogamer                        | 9/10     |
| Game Informer                    | 9/10     |
| GamePro                          | [ 6 ]    |
| GameRevolution                   | B+       |
| GameSpot                         | 9.3/10   |
| GameSpy                          | [ 9 ]    |
| GameZone                         | 9.5/10   |
| IGN                              | 8.2/10   |
| PC Gamer (US)                    | 93%      |
| Entertainment Weekly             | A−       |
| Maxim                            | 8/10     |

Rise of Nations ha ricevuto un'accoglienza "generalmente favorevole": su Metacritic detiene un punteggio di 89/100 in base alle 30 recensione della critica.
Il gioco è stato nominato da GameSpot come miglior gioco per computer nel maggio del 2003. Ha invece vinto il premio "Miglior Strategico in Tempo Reale" da parte di PC Gamer US, oltre che a essere nominato per il premio "Miglior Gioco del 2003", vinto da Star Wars: Knights of the Old Republic; il pubblicatore William Harms lo ha definito "un'impronta digitale per il futuro del genere". Computer Games Magazine ha nominato Rise of Nations come il quinto tra i migliori giochi nel 2003, e lo ha presentato al premio come "Miglior Interfaccia"; stando agli editori, "[il gioco] trionfa in tutti i modi, e rappresenta una dipendenza come si deve." Gli editori di Computer Gaming World hanno nominato il gioco al premio "Strategico dell'Anno", vinto però da Age of Wonders: Shadow Magic.

## Seguiti ed espansioni
Nel 2004 è stata pubblicata l'espansione Thrones and Patriots, che comprende nuove nazioni, alcune nuove campagne, e un nuovo edificio (il "senato"), con un insieme di tecnologie associate.
Nel 2006 è stato pubblicato il seguito, Rise of Nations: Rise of Legends, che prevede l'uso di tre civiltà: i Vinci, molto simili agli esseri umani, gli Alin, maestri della magia con edifici in stile medio orientale, e i Quotl, con edifici che ricordano vagamente quelli Maya.

### Rise of Nations: Extended Edition
Sviluppata da SkyBox Labs, Rise of Nations: Extended Edition è un'edizione comprendente sia il gioco originale Rise of Nations sia la sua espansione Thrones and Patriots, pubblicata su Steam il 4 giugno 2014. Questa edizione apporta migliorie grafiche al gioco e l'aggiunta della possibilità di trasmettere la propria partita su Twitch direttamente dal gioco ed è compatibile con gli Steamworks (achievement, salvataggi cloud ecc.).

## Curiosità
- Il gioco ha la voce narrante come unica parlante nel gioco, voce che, nella versione italiana, è doppiata da Luca Semeraro.